# Laura Cosoi
Laura Cosoi (2 de enero de  1982 (43 años) en Rumania) es una actriz y modelo rumana.

## Biografía y carrera
Laura Cosoi comenzó su carrera como actriz en el papel de Adina en la serie de televisión La Bloc en Pro TV, ganadora de la versión rumana de Bailando por un Sueño (Dansez Pentru tine), y el bailarín subcampeón.
En 2010 conformo junto a Bogdan Boanta al equipo representante de Rumania en el Segundo Campeonato Mundial de Baile realizado en México.

## Modelado
En marzo de 2006 Cosoi apareció en Playboy.

## Filmografía
- La Bloc (Serial TV) (2005 - 2007) como Adina
- Cu un pas inainte (2006 - 2008) como Mara Soare
- Un Film Simplu (2008) como Mia Zilberstein
- Aniela (2009) como Tanti